# Chef d'état-major particulier du président de la République (Sénégal)

## Les chefs d’état-major particulier du Président de la République (Sénégal)
- Général de brigade Ameth Fall, du 15/12/1974 au 16/07/1984
- Général de brigade Mamadou Mansour Seck, du 17/07/1984 au 30/05/1985
- Général de brigade Doudou Diop, du 31/05/1993 au 30/09/1993
- Général de brigade Boubacar Wane, du 01/10/1993 au 31/12/1996
- Général de brigade Mamadou Seck, du 01/01/1997 au 31/12/1998
- Général de division Charles André Nelson, du 01/01/1998 au 25/04/2001
- Général de division Abdoulaye Fall (25/04/2001 au 22/09/2003)
- Général de division Abdoulaye Fall (gendarme) (22/09/2005 au 29/05/2006)
- Général de brigade Bakary Seck (01/08/2006 - 29/05/2006)
- Général de division Ibrahima Gabar Diop (30/05/2006 - 25/01/2007)
- Général de division Antou Pierre Ndiaye (26/01/2007 - 31/12/2011)
- Général de Brigade Abou Thiam, décembre 2016 décembre 2017
- Général de division Birame Diop, depuis décembre 2017
- Général de division Joseph Mamadou Diop, depuis décembre 2020
- General Cheikh Bara Cissokho, à partir du 1er janvier 2020
- Général Mbaye Cissé, jusqu'en avril 2023
- Vice-amiral Oumar Wade à partir d'avril 2023[1]